# Марія Бальцеркевич
Марія Бальцеркевич (пол. Maria Balcerkiewicz; 21 грудня 1903 — 11 лютого 1975) — польська акторка театру, кіно та радіо, театральна режисерка й театральна рецензентка.

## Біографія
Марія Бальцеркевич народилася у Варшаві. Акторську майстерність вивчала у актора та режисера Александера Зельверовича. Дебютувала у театрі у 1922 році. Акторка театрів у Варшаві виступала також у радіопередачах. У 1929—1931 роках вела власний об'їзний театр. Під час Другої світової війни виїхала із країни. Оселилася в Лондоні, працювала перекладачкою і багато років була театральною рецензентуою тижневика Times Educational Supplement. Померла у Лондоні, похована у Варшаві на цвинтарі Старі Повонзки.

## Вибрана фільмографія
- 1924 — Про що не говорять / O czem się nie mówi (Польща)
- 1925 — Вампіри Варшави. Таємниця таксі № 1051 / Wampiry Warszawy (Польща)
- 1926 — Прокажена / Trędowata (Польща)
- 1927 — Посмішка долі / Uśmiech losu (Польща)
- 1928 — Сьогоднішні люди / Ludzie dzisiejsi (Польща)
- 1934 — Омертвіла луна / Zamarłe echo (Польща)
- 1934 — Молодий ліс / Młody las (Польща)
- 1935 — Марія Башкирцева / Marie Bashkirtseff (Австрія)
- 1935 — Її високість танцює / Hoheit tanzt Walzer (Австрія)
- 1936 — Вічний вальс / Valse éternelle (Франція / Австрія / Чехословаччина)
- 1936 — Август Сильний / August der Starke (Німеччини / Польща)